# Calycopsidae
Calycopsidae är en familj av nässeldjur. Calycopsidae ingår i ordningen Hydroida, klassen hydrozoer, fylumet nässeldjur och riket djur.
Familjen innehåller bara släktet Calycopsis.